# Сабль
Сабль (фр. Île de Sable — песчаный, Сэ́нди англ. Sandy Island — песчаный) — остров-призрак в Тихом океане, который предположительно располагался между Австралией и Новой Каледонией. Остров отмечен как часть суши в атласе «Times Atlas of the World» (указан как Sable Island). Если бы остров Сабль существовал, то находился бы в пределах французских территориальных вод Новой Каледонии.

## История

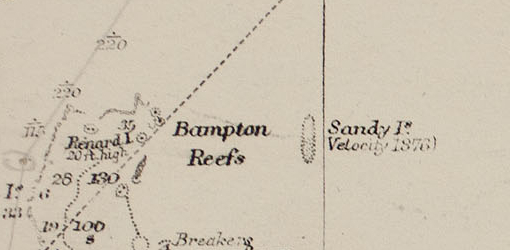
Одно из первых появлений острова Сэнди в его нынешнем местоположении на навигационной карте, изданной Британский гидрографический департамент в 1908 г.

В 1774 году капитан Джеймс Кук нанёс на карту «Песчаный остров» (англ. Sandy Island), расположенный примерно в 19º ю. ш. и почти 164º в. д. — на 420 км восточнее, чем на более поздних картах (так, на картах, изданных в 1876 году и позднее, его долгота составляла 160º в. д.). А остров-призрак, открытый Куком, появился на карте, опубликованной в 1776 году, и хранящейся в коллекции исторических карт Давида Рамзи. На французских картах 1826 и 1875 годов «Île de Sable(s)» располагался там же, где и «Sandy Island» Дж. Кука.
Остров был также обозначен на Адмиралтейской карте 1908 года, с примечанием, что этот остров был обнаружен экипажем китобойного судна «Велосити» (англ. Velocity) в 1876 году. После возвращения из тихоокеанского плавания, капитан этого корабля сообщил о двух необычных вещах: сильных бурунах и «песчаных островках» (англ. Sandy Islets). И то, и другое вошло в Австралийский морской каталог (англ. Australian maritime directory) 1879 года. Там было указано, что эти островки располагаются с севера на юг «вдоль меридиана 159º 57' в. д.» и «между 19º 7' ю. ш. и 19º 20' ю. ш.». Но это достаточно точно указывает на острова Честерфилд, расположенные немного западнее Плато Беллона. Во времена создания тех карт и каталогов было обычной практикой из соображений предосторожности наносить на морские карты все потенциальные угрозы судоходству.

## «Закрытие» острова
Радиолюбители, организовавшие в апреле 2000 г. «ДиИксПедицию» в те места, сообщили, что остров Сабль на самом деле не существует. Они также отметили, что остров был обозначен на одних картах, но отсутствовал на других — так, его не было в десятом издании «Times Atlas of the World» (1999 г.).
В ноябре 2012 года экспедиция учёных из Сиднейского университета по изучению океанического дна в районе Новой Каледонии не обнаружила острова по указанным координатам. Эта экспедиция осуществлялась на научно-исследовательском корабле «RV Southern Surveyor». Во время плавания экипаж обнаружил расхождения между разными картами данного района Тихого океана и решил отправиться к предполагаемому местонахождению острова, чтобы выяснить правду. Никакого острова там обнаружено не было, а измеренная глубина океана на месте этого острова-призрака составляла 1300 метров и более.
Остров Сабль отображался на «Картах Google» вплоть до 26 ноября 2012 г., когда он был оттуда удалён. В программе «Google Планета Земля» в установленном по умолчанию режиме просмотра территория острова закрашена чёрным, но с помощью просмотра истории изображений можно увидеть её снимок, сделанный спутником компании «DigitalGlobe» 3 марта 2009 г.
29 ноября 2012 года Национальное географическое общество официально признало остров несуществующим и исключило его из своих карт. «Географ» этого общества Хуан Вальдес (Juan Valdes) сказал:

Безусловные доказательства нам предоставлены. Остров Сэнди теперь официально удалён из всей картографической продукции Национального географического общества.
Оригинальный текст (англ.)Full evidence has finally been presented. 'Sandy Island' has now been officially stricken from all National Geographic map products.

Статус вышеназванного острова также обсуждался в научных электронных дискуссионных листах, таких как GMT-HELP, в конце ноября 2012 г. Австралийская гидрографическая служба (подразделение Королевского австралийского военно-морского флота) сообщила, что этот остров на картах был так называемой «фиктивной записью», чем-то вроде «улицы-ловушки». Такой метод иногда используется в картографии для защиты авторского права и выявления плагиата: на географическую карту специально наносится фиктивный (то есть заведомо несуществующий или умышленно искажённый) объект. И если информация о реальных географических объектах может быть получена из собственных исследований и наблюдений либо из других допустимых источников, то воспроизведение фиктивного объекта может произойти только в случае плагиата. Однако, для издателей морских навигационных карт это не было стандартной практикой. Поэтому появление несуществующего острова на многих современных картах могло быть просто человеческой ошибкой.